# Vodaci, Kărdjali
Vodaci (în bulgară Водач) este un sat în comuna Cernoocene, regiunea Kărdjali,  Bulgaria. 

## Demografie
Componența etnică a satului Vodaci
     Turci (97,42%)
     Nicio identificare (2,57%)
     Altele (0%)
La recensământul din 2011, populația satului Vodaci era de 311 locuitori. Din punct de vedere etnic, majoritatea locuitorilor (97,42%) erau turci. Pentru 2,57% din locuitori nu este cunoscută apartenența etnică.